# موريس هينان
موريس هينان (بالإنجليزية: Maurice Heenan)‏ هو محامي نيوزيلندي، ولد في 8 أكتوبر 1912 في Wyndham, New Zealand ‏ في نيوزيلندا، وتوفي في 26 سبتمبر 2000 في نيو كانان في الولايات المتحدة بسبب مرض.